# Чивіта-д'Антіно
Чивіта-д'Антіно (італ. Civita d'Antino) — муніципалітет в Італії, у регіоні Абруццо,  провінція Л'Аквіла.
Чивіта-д'Антіно розташована на відстані близько 85 км на схід від Рима, 55 км на південь від Л'Акуїли.
Населення — 980 осіб (2014).
Щорічний фестиваль відбувається 19 серпня. Покровитель — святий Степан.

## Демографія
Населення за роками:

Станом на 1 січня 2023 року в муніципалітеті офіційно проживало 68 іноземців з 16 країн, серед них 19 громадян країн Євросоюзу та 3 громадяни України.

## Сусідні муніципалітети
- Чивітелла-Ровето
- Коллелонго
- Луко-дей-Марсі
- Морино
- Сан-Вінченцо-Валле-Ровето
- Тразакко